# Markus Lutz

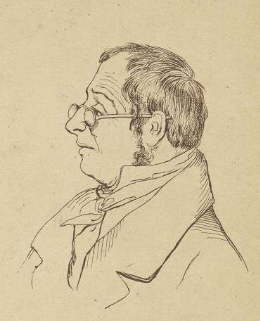
Markus Lutz

Markus Lutz (* 9. Juli 1772 in Basel; † 19. Oktober 1835 in Läufelfingen; reformiert; heimatberechtigt in Basel) war ein Schweizer Theologe und Historiker.

## Leben und Werk

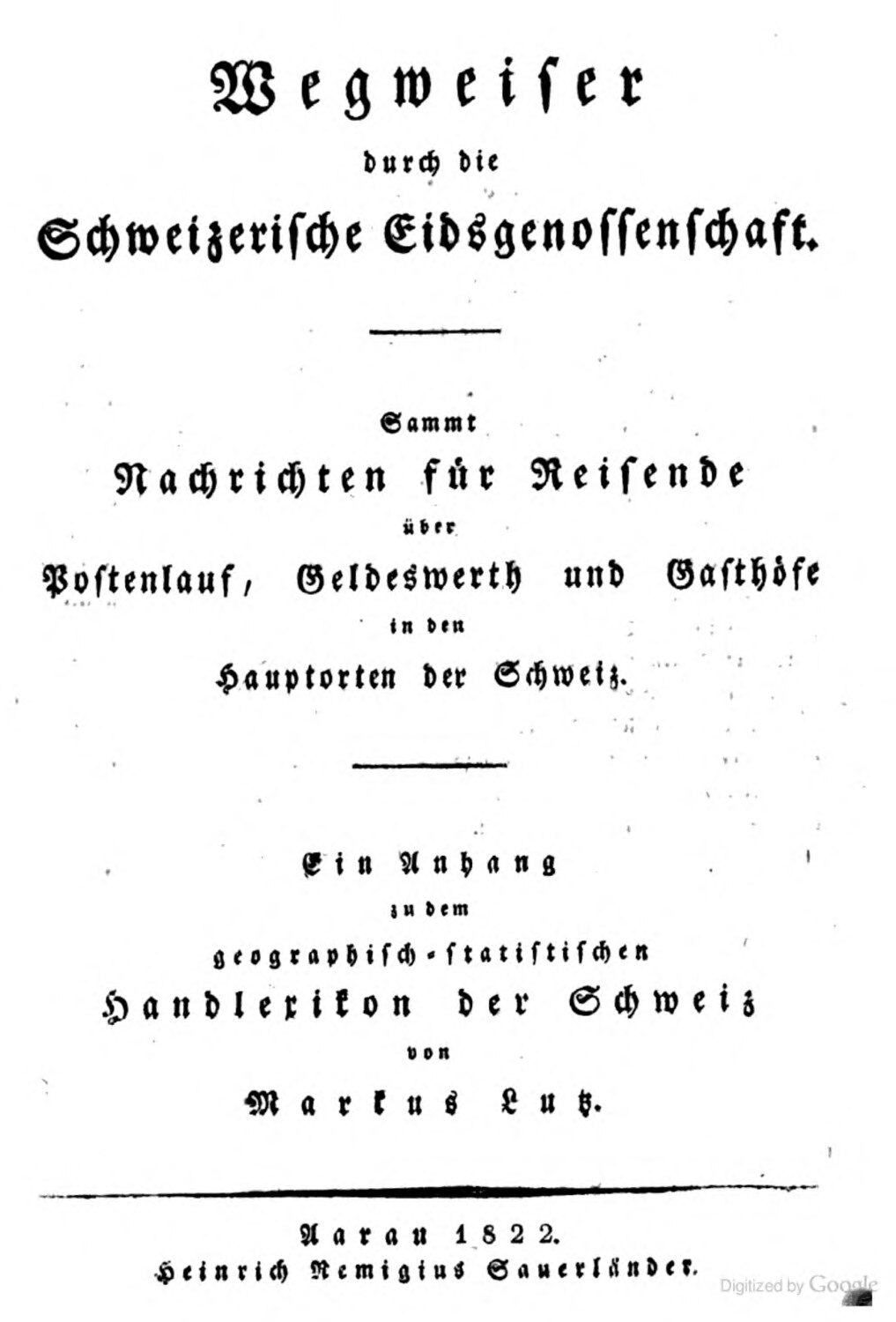
Titelblatt: Wegweiser durch die Schweizerische Eidsgenossenschaft, sammt Nachrichten für Reisende über Postenlauf, Geldeswerth und Gasthöfe in den Hauptorten der Schweiz, 1822, Markus Lutz

Markus Lutz, Sohn eines Schuhmachers und späteren Gerichtsweibels, studierte von 1792 bis 1796 Theologie an der Universität Basel. 1794 war er Hauslehrer in Signau und 1795 Oberlehrer in Büren an der Aare, von 1796 bis 1798 Pfarrvikar in Rothenfluh. Von 1798 bis zu seinem Tod 1835 wirkte er als Pfarrer in Läufelfingen. Er war Gründungsmitglied der Schweizerischen Geschichtforschenden Gesellschaft, Mitglied der Schweizerischen Gemeinnützigen Gesellschaft und Inspektor der Schule Rothenfluh.
Lutz veröffentlichte neben belehrenden Schriften (ähnlich Jeremias Gotthelf) zahlreiche historisch-geografische Bücher, darunter die mehrfach aufgelegte Vollständige Beschreibung des Schweizerlandes, oder, Geographisch-statistisches Hand-Lexikon… (1827–1835, erste kürzere Fassung 1822). Ferner verfasste er mehrere Schulbücher und gab von 1827 bis 1831 die Zeitschrift Rauracis heraus. Er besass eine umfangreiche Privatbibliothek (heute in der Universitätsbibliothek Basel) und sammelte Archivalien. Während der Trennungswirren 1832–1833 behielt er im Unterschied zu den meisten Basler Landpfarrern seine Stelle in Läufelfingen, da er mit der Freiheitsbewegung sympathisierte.

## Werke (Auswahl)
- Das vorderösterreichische Frickthal in historisch-topographischer Hinsicht. Basel 1801 (Digitalisat).
- hrsg. mit Leonhard Meister: Helvetische Geschichte. St. Gallen 1802.
- Neue Merkwürdigkeiten der Landschaft Basel, oder Fragmente zur Geschichte, Statistik und Kultur dieses Schweizerischen Freystandes. Erste Abtheilung. Johann Schweighauser, Basel 1805 (Digitalisat).
- Neue Merkwürdigkeiten der Landschaft Basel, oder Fragmente zur Geschichte, Statistik und Kultur dieses Schweizerischen Freystandes. Zwote Abtheilung. Johann Schweighauser, Basel 1805 (Digitalisat).
- Basel und seine Umgebungen neu beschrieben, um Eingeborene und Fremde zu orientieren. Basel 1814. Als Faksimile (mit Würdigung und einer Bibliographie seiner Werke von Christoph Philipp Matt): Erasmushaus, Basel 1998, ISBN 3952115606.
- Neue Merkwürdigkeiten der Landschaft Basel, oder historische, topographische und statistische Darstellung der vormaligen Herrschaften Birseck und Pfeffingen, ist in Folge der Wienerischen Kongresserklärung dem Kanton Basel einverleibt. Dritte Abtheilung. Schweighausersche, Basel 1816 (Digitalisat).
- Baslerisches Bürgerbuch. Enthaltend alle gegenwärtig in der Stadt Basel eingebürgerte Geschlechter, sowie ihrer ersten Ansiedler und beachtenswerthen Personen. Schweighauser, Basel 1819 (Google-Digitalisat, Digitalisat).
- Geschichte der Universität Basel. Von ihrer Gründung bis zu ihrer neuesten Umgestaltung. Aarau 1826.
- Moderne Biographien oder kurze Nachrichten von dem Leben und Wirken interessanter Männer unserer Zeit, welche sich als Regenten, Feldherren, Staatsbeamte, Gelehrte und Künstler in der Schweiz ausgezeichnet haben. 1826 (Digitalisat).
- Vollständige Beschreibung des Schweizerlandes. Oder geographisch-statistisches Hand-Lexikon über alle in gesammter Eidsgenossenschaft befindlichen Kantone, Bezirke, Kreise, Aemter, sowie aller Städte, Flecken, Dörfer, Schlösser, Klöster, auch aller Berge, Thäler, Seen, Flüsse, Bäche und Heilquellen, nach alphabetischer Ordnung. 2. Ausgabe in 4 Bänden, Aarau 1827–1835 (kürzere Fassung 1822).
- Kurze Geschichte und Beschreibung des Kantons Basel. Zum Gebrauch der Basel-Landschaftlichen Bewohner und ihrer Jugend. Basellandschaftlicher Armenerziehungsverein, Liestal 1834.